# Michael Adrian Peters
Michael Adrian Peters je profesor obrazovanja na novozelandskom Sveučilištu Waikato te umirovljeni profesor na Sveučilištu Illinois gdje je predavao na kolegijima Obrazovna politika, Organizacija i Rukovodstvo. Također je izvršni urednik časopisa Obrazovna filozofija i teorija te je urednik tri međunarodna e-časopisa: Politika budućnosti u obrazovanju, E-obrazovanje i digitalni mediji i Kulture znanja.  His interests are in education, philosophy and social policy, and he has written over sixty books. Njegovi interesi sežu u polja obrazovanja, filozofije i socijalne politike. Također je napisao preko 60 knjiga. Počasni je suradnik na novozelandskoj akademiji humanističkih znanosti, počasni član Kraljevskog društva Novog Zelanda te doživotni član Društva za istraživanje u visokom obrazovanju(UK) i Filozofije obrazovnog društva Australazije.

## Obrazovanje
Peters je prvostupnik Engleske književnosti, ima diplomu iz Zemljopisa sa Sveučilišta Victoria u Wellingtonu te je magistar i doktor znanosti na Sveučilištu u Aucklandu. Tema njegovog doktorata bila je Filozofija obrazovanja s tezom o filozofu Ludwigu Wittgensteinu. Državno sveučilište u New Yorku dodijelilo mu je počasnu diplomu Doctor Litterarum.

## Područja istraživanja i interesi
Njegovi istraživački interesi sežu u polja obrazovne filozofije, studije teorije i politike s naglaskom na značaj suvremenih filozofa(Nietzsche, Wittgenstein, Heidegger) i pokreta poststrukturalizma, kritičke teorije i analitičke filozofije u oblikovanju obrazovne teorije i prakse. Također, Peters interes pokazuje prema filozofskim i političko gospodarskim pitanjima vezanima za stvaranje i usvajanje znanja. Značajniji projekti na kojima trenutno radi uključuju rad na sustavima učenja i objavljivanja, "otvorenog obrazovanja" i akumuliranog znanja. Po tim i sličnim pitanjima obnašao je ulogu vladinog savjetnika u Škotskoj, Novom Zelandu, Sjevernoj Africi i Europi.
Njegova nedavna pisana i znanstvena aktivnost kreće se oko dva glavna područja akademskog interesa: suvremene filozofije(kritička teorija, poststrukturalizam, hermeneutika i analitička filozofija) s posebnim interesom za filozofiju obrazovanja, te politike obrazovanja i socijalne politike s naglaskom na reformu socijalne politike. U prvom području, Peters razvija svojstven poststrukturalistički pristup filozofiji i edukaciji. Friedrich Nietzsche, austrijski filozof Ludwig Wittgenstein i francuski poststrukturalistički filozof Jean-François Lyotard imaju najveći utjecaj na njegov način razmišljanja i pisanja. Peters kaže da nas spomenuti filozofi uče kako misliti ili filozofirati u postmodernističkim uvjetima, u vremenu u kojem su veliki mislioci izgubili legitiman utjecaj. Oni doprinose pozitivnom filozofskom odgovoru na nihilizam te na fragmentaciju i raspuštanje zapadne kulture. Za njih, pitanje usmjerenja filozofije je vrhovno pitanje te utječe na način i pristup pisanju i izražavanju filozofije. I Nietzche i Wittgenstein su stoga poprimili mnogo različitih književnih oblika, ponekad i unutar istog djela. Završna pjesma Nietzcheove knjige Beyond Good and Evil, "From High Mountains",  donosi epigrame o filozofskoj potrazi za koju kaže da je dijaloška, ispovjednička i aforistična.
Na Petersovim radovima odražavaju se njihovi utjecaji. Radovi Lyotarda između ostaloga istražuju obrazovanje i postmodernističko stanje te poststrukturalizam, politiku i obrazovanje, dok Wittgensteinova suradnja na knjizi s James Marshallom o filozofiji, postmodernizmu i pedagogiji pokušava spojiti kontinentalno-analitičku podjelu interpretirajući radove anglo-američkih Wittgenstein-ovaca uz istaknute poststrukturalističke mislioce(npr. Lyotard, Michel Foucault i Jacques Derrida). 
Posljednjih godina Peters je fokusiran na političku ekonomiju oblika vezanih za gospodarstvo znanja s ciljem širenja razumijevanja trenutnih i budućih mogućnosti utemeljenih na konceptima inovacije i ekonomije učenja, kreativne ekonomije i otvorenog gospodarstva znanja.  Knjigom "Izgradnja kulture znanja", trilogijom knjiga sa Simonom Marginsonom i Peterom Murphyjem na temu kreativnosti i globalnog gospodarstva znanja, s Daniel Arayom na temu edukacije i kreativne ekonomije te s temama o digitalnom radu i spoznajnoj ekonomiji(s Ergin Bulutom) i kreativnim sveučilištima(s Tinom Beasley), Peters je započeo iscrtavati teoriju o suradnji koja je temeljena na aspektima društvenih mreža, društvene proizvodnje i društvenog rada.

## Stručna djelatnost
Peters je profesor obrazovanja na novozelandskom sveučilištu Waikato gdje radi kao suradnik na programu globalnih studija u obrazovanju. Umirovljeni je profesor na Sveučilištu Illinois. Vanjski je suradnik u školi umjetnosti u sklopu melburnškog kraljevskog instituta tehnologije u Australiji te u školi stranih jezika na Sveučilištu Guangzhou u Kini. Također je stekao i diplomu za profesora te je 7 godina predavao u novozelandskim srednjim školama. Na Sveučilištu u Aucklandu vlasnik je akademske titule "personal chair" koja se dodjeljuje profesorima s velikim dostignućima u njihovim području djelovanja. Na sveučilištu u Glasgowu je radio kao profesor s primarnim naglaskom na istraživanje. Izvršni je urednik časopisa Obrazovna filozofija i teorija te je urednik dva međunarodna e-časopisa: Politika budućnosti u obrazovanju i E-obrazovanje. Također je član uredništva za preko 15 međunarodnih časopisa.

## Publikacije
His most recent books include:
Edukacija, filozofija i politika: odabrani radovi Michael A. Petersa (Routledge, 2012.)
U seriji knjiga "World Library of Educationalists", međunarodni stručnjaci pa tako i Peters, skupljaju po svojem mišljenju vlastita najcjenjenija djela kako bi ih čitaoci mogli pročitati na jednom mjestu. U seriji knjiga nalaze se izvodi iz njihovih knjiga, ključni članci, istaknuti istraživački zaključci te značajni teoretski i praktični doprinosi. Posljednjih 30 godina, Peters je proveo istražujući, razmišljajući o i pišući o ključnim postojećim problemima u obrazovanju. U svojoj struci, autor je, koautor i urednik preko 60 knjiga i 500 članaka. U Edukacija, filozofiji i politici Peters je spojio svojih 15 ključnih članaka, uključujući poglavlja iz njegovih najprodavanijih knjiga i članaka iz vodećih časopisa. Knjiga započinje uvodom koji daje pregled njegove karijere i kontekstualizira njegova odabrana djela koja su zatim tematski posložena kako bi u čitatelju stvorila način razmišljanja(koji gleda budućnost ali uzima u obzir tradiciju i prošlost) u filozofiji obrazovanja.
Kognitivni kapitalizam, obrazovanje i digitalni rad (Peter Lang, 2011.)
Kognitivni kapitalizam ili treći kapitalizam koji je slijedio nakon trgovačkog i industrijskog kapitalizma, je teorija koja dobiva sve više na značaju s obzirom na fokus na društveno-ekonomske promjene uzrokovane internetom i Web 2.0 tehnologijom koja je promijenila način proizvodnje i prirodu rada. Teorija kognitivnog kapitalizma svoje korijene ima u djelima talijanskih i francuskih mislioca, naročito Gillesa Deleuzea i Felixa Guattarija u djelu "Kapitalizam i shizofrenija", Michel Foucaultovih djela na temi rođenja biopolitike, djela Michaela Hardta i Antonia Negrisa "Imperij" i "Mnoštvo" te također talijanskog autonomnog marksističkog pokreta koji svoje korijene ima u talijanskom proletarijatu šezdesetih godina prošlog stoljeća. U tim djelima, vodeći međunarodni učenjaci istražuju značaj kognitivnog kapitalizma u obrazovanju, posebno istražujući pitanje digitalnog rada.
Svojstva otvorenosti: obrazovanje, znanost i školstvo u digitalnom dobu (Paradigm, 2011.)
Pomak prema otvorenosti predstavlja promjenu filozofije, etosa, uprave i skupa međusobno povezanih i kompleksnih promjena koje mijenjaju tržište promjenom načina proizvodnje i potrošnje. Time se najavljuje novo poglavlje temeljeno na vrijednostima otvorenosti: principima dijeljenja i peer-to-peer suradnje omogućene na novim platformama sudjelovanja. Te promjene ukazuju na jasan pomak od temeljnog industrijskog načina proizvodnje, gdje je proizvodnja metafizika postindustrijskog načina potrošnje s manirama poput upotrebljavanja, ponovno upotrebljavanja i izmjene, dok društvene mreže stvaraju drugačije uzorke konzumiranja kulture te simbolička analiza postaje obična i dnevna kreativna aktivnost. Ekonomija otvorenosti stvara nove jezike zaključivanja i potrošnje i proizvodnje kako bi ovladala otvorenom suradnjom, kolektivnom sukreativnosti, zajedničkim procjenama te proizvodnjom društveno korisnih dobara. Informacija je neizostavan element "nove" politike a ekonomija koja povezuje prostor, znanje i kapital u umreženu vještinu i slobodu je osnovni član jednadžbe, koja te povezane prakse treba transformirati u kulturu znanja. Knjiga Svojstva otvorenosti istražuje društvene procese i politiku koja potiče otvorenost kao najvažniju obrazovnu vrijednost koja se očituje u rastu javno dostupnih informacija, otvorenog pristupa, otvorenog obrazovanja i njihovog usklađivanja koje karakterizira zajednice znanja. U knjizi se raspravlja da otvorenost također sugerira i političku transparentnost te kriterije otvorenih pitanja, iako sama demokracija ima postavljene temelje na upitima i širenju njihovih saznanja.
Neoliberalizam a poslije? Obrazovanje, socijalna politika te kriza zapadnog kapitalizma (Peter Lang, 2011.)
Razdoblje koje je započelo izborom vlada Margaret Thatcher i Ronalda Regana bilo je obilježeno suvremenim oblicima neoliberalistički temeljenog tržišnog fundamentalizma, globalizacije kao svjetske ekonomske integracije te ideologije slobodne trgovine i napada na velike vlade i socijalnu skrb. Ova knjiga predstavlja povijesnu i teorijsku istragu suvremenog neoliberalizma u odnosu prema obrazovnoj politici te povratku Keynesijanizamskih teorija uređenja gospodarstva. Knjiga govori kako je obrazovanje temelj otvorenog društva te da je pitanje socijalne skrbi da prometne gospodarstvo znanja u temelje društva. Povlačeći teoretske pristupe Michel Foucaultovih radova na upravnosti koji su shvaćeni kao oblici radikalne političke ekonomije, knjiga istražuje i kritizira neoliberalizam kao vodeći ideološki konsenzus. Također ispituje hoće li se i do koje mjere nastaviti utjecaj neoliberalizma kada je u jeku destabilizirano tržište izazvano globalnom financijskom krizom započetom 2007. godine,  te unatoč naprednim liberalnim ekonomijama Sjedinjenih država i Europske unije.
Posljednja knjiga postmodernizma: apokaliptičko razmišljanje, filozofija i obrazovanje u 21. stoljeću (Peter Lang, 2011.)
Posljednja knjiga postmodernizma sadrži skup djela pisanih o postmodernizmu i obrazovanju. Pisana je apokaliptičnim tonom koji se bavi temama religije i spiritualizma, koristeći poststrukturalističke izvore kao inspiraciju da bi se naglasila različitost sadašnjeg postmodernističkog stanja te filozofskog značaja i povijesnog utjecaja Nietzscheove izjave da je Bog mrtav. Knjiga razmatra značaj kraja kršćanstva te izgled duhovnosti na globalnoj razini. Također razmatra kraj književnosti i početak stvaranja kultura od strane pojedinaca, te koje implikacije bi taj pomak donio u obrazovanju i filozofskom modelu dijaloga, koji je prevladavao humanističkim znanostima zapada. Također, prikazuje kraj filozofije i uspon kritike na račun tijela, obećanje prosvjetljenja, odnos između obrazovanja, moći i slobode, geofilozofije i pedagogije koncepta te narativno skretanje kao osnova za novi kritički jezik za obrazovne studije. Na kraju, knjiga razmatra post-postmodernizam i završetak jezičnog preokreta u obrazovnoj teoriji.
Dodatne knjige:
Obrazovanje, znanost i kapitalizam znanja (Peter Lang, 2013.)
Kreativnost i globalno gospodarstvo znanja Michael A. Peters, Simon Marginson, Peter Murphy (Peter Lang, 2008.)
Subjektivnost i istina: Foucault, obrazovanje i kultura ličnosti Michael A. Peters i Tina Besley (Peter Lang, 2007.)
Izgradnja kulture znanja: obrazovanje u dobu kapitalizma znanja Michael A. Peters i Tina Besley (Rowman & Littlefield, 2006.)
Poststrukturalizam i obrazovno istraživanje: Filozofija, teorija i obrazovno istraživanje  Michael A. Peters i Nicholas C. Burbules (Rowan & Littlefield, 2004.)
Poststrukturalizam, marksizam i neoliberalizam: Između teorije i politike Michael A. Peters (Rowman & Littlefield, 2001.)
Wittgenstein: Filozofija, posmodernizam, pedagogija Michael A. Peters i J.D. Marshall (Bergin and Garvey, 1996.)
Poststrukturalizam, politika i obrazovanje Michael A. Peters (Bergin and Garvey, 1996.)
Individualizam i zajednica: obrazovanje i socijalna politika u postmodernističkim uvjetima Michael A. Peters i J.D. Marshall (Falmer Press, 1996.)
Protupriče: Kultularna istraživanja i kritička pedagogija u postmodernističkim prostorima Henry A. Giroux, Peter McLaren, Colin Lankshear i Michael A. Peters (Routledge, 1996.)
Izabrani online radovi
Henry Giroux o nesređenoj demokraciji: Od kritičke pedagogije do rata na mlade  Arhivirana inačica izvorne stranice od 19. prosinca 2011. (Wayback Machine) , (Trouthout, 29.8.2011.)
White Philosophy in/of AmericaBijela filozofija u/o Americi, posebno izdanje "Korijeni Rortyove filozofije" (Pragmatism Today 2(1), Ljeto 2011:144-154)
Obrazovanje, kreativnost, ekonomija strasti: Novi oblici obrazovnog kapitalizma[neaktivna poveznica]  (Thesis Eleven)
Ekopolitika zelene ekonomije: Zaštita okoliša i obrazovanje, ekonomija, upravljanje i financijsko tržište , (The Journal of Academic Research in Economics, Svibanj 2010.)
Ideja otvorenosti  Arhivirana inačica izvorne stranice od 23. svibnja 2013. (Wayback Machine)(Encyclopedia of Philosophy of Education, 2010.)
Promijenjiva arhitektura globalne znanosti  Arhivirana inačica izvorne stranice od 3. srpnja 2009. (Wayback Machine) (Policy Brief and Occasional Paper, Centar za globalne studije Sveučilišta Illinois, 2009.)
Obrazovanje i kultura otvorenosti: nove arhitekture suradnje[neaktivna poveznica] (Konferencija o obrazovanju, kulturi i ekonomiji znanja, 6.6.2008.)
Obamina Amerika: Automobilizam, Amerikanizam i kraj Fordizma (Policy Futures in Education, 2009.)
Državljanstvo u dobu globalizacije  Arhivirana inačica izvorne stranice od 3. ožujka 2016. (Wayback Machine) (Global-e, A Global Studies Journal,  Veljača 2008.)
Informacija, globalizacija i demokracija: Utopijski trenutak  Arhivirana inačica izvorne stranice od 22. listopada 2016. (Wayback Machine), (Global-e, A Global Studies Journal, Svibanj 2008.)
Wittgenstein, obrazovanje i filozofija matematike, (Theory and Science, 2002.)
[neaktivna poveznica], (Sociological Research Online, vol. 4, 1999.)

## External links
- Web stranica Michael Petersa
- Izdane knjige
- Online istraživanje u filozofiji (Radovi Michael Petersa)
- TruthOut: Javni intelektualac: Michael A. Peters